# ジル・トクダ
ジル・ナオミ・トクダ（Jill Naomi Tokuda、1976年3月3日 - ）は、アメリカ合衆国の政治家、実業家。日系アメリカ人4世。民主党所属の下院議員。ハワイ2区選出。

## 経歴
ジョージ・ワシントン大学卒業（国際関係論専攻、日本学副専攻）。
2006年11月7日、ハワイ州議会上院議員当選。2018年11月6日、ハワイ州議会上院議員選挙に立候補せず、議員を引退した。
その後、日系二世の退役軍人の援護や顕彰を行う二世退役軍人記念センターの事務局長を務める。
2022年11月8日、共和党候補のジョー・アカナ（Joe Akana）を破り、ハワイ2区選出の連邦下院議員に当選した。

## 人物
- ピュー研究所の調査によるとプロテスタントである[3]。
- 夫のカイル・ミチバタとの間に二人の息子がいる[1]。